# Andreas Flinck
Andreas Flinck, född 28 juni 1695 i Franska lutherska församlingen, Stockholms stad, död 4 februari 1737 i Sankt Nikolai församling, Stockholms stad, var en svensk präst och riksdagsman.

## Biografi
Andreas Flinck föddes 1695 i Franska lutherska församlingen, Stockholm. Han var son till skräddarmästaren Andreas Månsson Flinck och Aimée Promeri. Fadern var från Näs socken i Västergötland och modern var Paris. Flinck blev 9 oktober 1712 student vid Uppsala universitet och blev 1716 rektor vid Franska lutherska församlingens skola. Han prästvigdes 9 januari 1725 i Uppsala domkyrka och blev 31 oktober 1728 kyrkoherde i Franska lutherska församlingen, tillträde 1 november 1728. Flinck blev 20 november 1728 assessor vid Stockholms konsistorium. Han var riksdagsman vid Riksdagen 1734 och ledamot av Slottsbyggnadsdeputationen från 3 juli 1731 fram till sin död. Flinck avled 1737 i Sankt Nikolai församling.
Flinck efterlämnade en malmgård på kvarteret Brandaren (Kvarngatan).

## Familj
Flinck gifte sig 27 augusti 1721 i Stockholm med Catharina Sternell (1689–1744). Hon var dotter till assessorn i Svea hovrätt Magnus Sternell och Magdalena Plantin. De fick tillsammans sonen Nicodemus Flinck (1727–1727).

### referenser
1. 1 2 3 4 5 6 7  Gunnar Hellström, Stockholms stads herdaminne från reformationen intill tillkomsten av Stockholms stift : Biografisk matrikel, 1951, s. 118-119, läst: 20 november 2021.[källa från Wikidata]
2. 1 2 3  Hellström, Gunnar (1951). Stockholms stads herdaminne från reformationen intill tillkomsten av Stockholms stift: biografisk matrikel. Monografier / utgivna av Stockholms kommunalförvaltning ; [11]. Stockholm: Stockholms kommunförvaltning. sid. 118-119. Libris 24465. https://runeberg.org/sthlmherd/0119.html